# Laborc
Laborc est un prénom hongrois masculin.

## Étymologie
Nom créé, à partir du nom d'origine slave de la rivière Laborc (aujourd'hui Laborec en Slovaquie), par Anonymus qui en a fait le nom du commandant d'Ungvár (aujourd'hui Oujhorod en Ukraine) vaincu par les chevaliers d'Árpád.

## Fête
Les "Laborc" se fêtent le 23 juin ou le 30 septembre.